# Comune di Fladså
Il comune di Fladså fino al 1º gennaio 2007 è stato un comune danese situato nella contea dello Storstrøm, il comune aveva una popolazione di 7 730 abitanti (2006) e una superficie di 133 km². Capoluogo era la cittadina di Mogenstrup.
Dal 1º gennaio 2007, con l'entrata in vigore della riforma amministrativa, il comune è stato soppresso e accorpato ai comuni di  Fuglebjerg, Holmegaard e Suså per dare luogo al riformato comune di Næstved compreso nella regione della Selandia.